# Campionato europeo di baseball 1983
Il campionato europeo di baseball 1983 è stato la diciottesima edizione del campionato continentale. Si svolse a Firenze, in Italia, dal 28 luglio al 7 agosto, e fu vinto dall’Italia, alla sua quinta affermazione in ambito europeo.

## Squadre partecipanti
- Belgio
- Francia
- Italia

- Paesi Bassi
- Spagna
- Svezia

## Risultati

### Gruppo
|    | Team        | V - P | Pf - Ps | %     |
| -- | ----------- | ----- | ------- | ----- |
| 1. | Italia      | 5 - 0 | 93 - 6  | 1.000 |
| 2. | Paesi Bassi | 4 - 1 | 85 – 9  | 0.800 |
| 3. | Belgio      | 3 - 2 | 38 - 34 | 0.600 |
| 4. | Svezia      | 2 - 3 | 39 – 61 | 0.400 |
| 5. | Spagna      | 1 - 4 | 26 – 70 | 0.200 |
| 6. | Francia     | 0 - 5 | 8 – 109 | 0.000 |

| Firenze 1983 | Spagna | 0 – 12 | Paesi Bassi |  |

| Firenze 1983 | Belgio | 0 – 7 | Italia |  |

| Firenze 1983 | Belgio | 0 – 21 | Paesi Bassi |  |

| Firenze 1983 | Spagna | 0 – 24 | Italia |  |

| Firenze 1983 | Francia | 0 – 30 | Paesi Bassi |  |

| Firenze 1983 | Francia | 0 – 32 | Italia |  |

| Firenze 1983 | Francia | 5 – 15 | Svezia |  |

| Firenze 1983 | Belgio | 5 – 0 | Svezia |  |

| Firenze 1983 | Spagna | 7 – 3 | Francia |  |

| Firenze 1983 | Belgio | 8 – 6 | Spagna |  |

| Firenze 1983 | Italia | 9 – 5 | Paesi Bassi |  |

| Firenze 1983 | Spagna | 13 – 23 | Svezia |  |

| Firenze 1983 | Paesi Bassi | 17 – 0 | Svezia |  |

| Firenze 1983 | Italia | 21 – 1 | Svezia |  |

| Firenze 1983 | Belgio | 25 – 0 | Francia |  |

### Girone 3º/6º posto
|    | Team    | V - P | Pf - Ps | %     |
| -- | ------- | ----- | ------- | ----- |
| 1. | Belgio  | 6 - 0 | 78 – 12 | 1.000 |
| 2. | Svezia  | 3 - 3 | 66 – 55 | 0.500 |
| 3. | Spagna  | 3 - 3 | 51 – 56 | 0.500 |
| 4. | Francia | 0 - 6 | 16 – 88 | 0.000 |

| Firenze 1983 | Francia | 6 – 18 | Svezia |  |

| Firenze 1983 | Spagna | 11 – 1 | Francia |  |

| Firenze 1983 | Spagna | 11 – 8 | Svezia |  |

| Firenze 1983 | Belgio | 12 – 1 | Francia |  |

| Firenze 1983 | Belgio | 13 – 3 | Spagna |  |

| Firenze 1983 | Belgio | 15 – 2 | Svezia |  |

### Finale
| Firenze 1983 | Paesi Bassi | 2 – 3 | Italia |  |

| Firenze 1983 | Italia | 4 – 14 | Paesi Bassi |  |

| Firenze 1983 | Italia | 8 – 2 | Paesi Bassi |  |

| Firenze 1983 | Italia | 14 – 4 | Paesi Bassi |  |

## Classifica finale
| Campione d'Europa | Campione d'Europa | Campione d'Europa |
| ----------------- | ----------------- | ----------------- |
| Italia            |                   |                   |
| Argento           | Paesi Bassi       |                   |
| Bronzo            | Belgio            |                   |
| 4.                | Spagna            |                   |
| 5.                | Svezia            |                   |
| 6.                | Francia           |                   |